# Punkt widzenia (album Jareckiego i DJ-a BRK)
Punkt widzenia – album studyjny Jareckiego i DJ-a BRK. Wydawnictwo ukazało się 16 czerwca 2014 roku nakładem wytwórni muzycznej MaxFloRec. Płytę poprzedził single „S.O.S”, który ukazał się 17 maja 2014 roku.
Materiał był promowany teledyskami do utworów „S.O.S”, „Otwórz szeroko oczy” oraz „Trabaho”.  
Album dotarł do 44. miejsca polskiej listy przebojów – OLiS.

## Lista utworów
Opracowano na podstawie materiału źródłowego.
1. „Atak” (produkcja: DJ Eprom) – 1:19
2. „Trabaho” (gościnnie: Cheeba, produkcja: DJ BRK) – 4:04
3. „To ty” (gościnnie: Udoo, produkcja: DJ BRK) – 4:37
4. „S.O.S” (produkcja: DJ BRK) – 3:08
5. „Obudź się” (produkcja: Di.N.O.) – 4:49
6. „Remiza funk” (gościnnie: Strażak Sam, produkcja: DJ BRK) – 3:45
7. „Powstań” (produkcja: DJ BRK) – 2:53
8. „Ból w cenie” (produkcja: DJ BRK) – 4:08
9. „Otwórz szeroko oczy” (gościnnie: Udoo, produkcja: DJ BRK) – 5:14
10. „Rejs” (gościnnie: Grubson, produkcja: DJ BRK) – 3:45
11. „Klasyk” (gościnnie: Grubson, produkcja: DJ BRK) – 4:02
12. „Daj to głośniej” (produkcja: DJ BRK) – 2:59
13. „Cheap Wine” (gościnnie: Grubson, produkcja: TrzyBit) – 4:42
14. „Ring Ting Ton” (gościnnie: Skorup, produkcja: DJ BRK) – 4:22
15. „Koniec” (gościnnie: Jan Swaton, Robert Cichy, produkcja: DJ BRK, TrzyBit) – 4:53
16. „Zaufaj mi (U Rodziny Mixtape)” (produkcja: DJ BRK) – 4:04